# Bittium paganicum
Bittium paganicum är en snäckart som först beskrevs av Dall 1919.  Bittium paganicum ingår i släktet Bittium och familjen Cerithiidae. Inga underarter finns listade i Catalogue of Life.